# South African Broadcasting Corporation
South African Broadcasting Corporation (SABC) – nadawca publiczny w Republice Południowej Afryki.